# Bernd A. Kühnapfel
Bernd A. Kühnapfel (* 18. August 1960 in Iserlohn) ist ein deutscher Kampfkunst-Großmeister im Kempo, Musiker und Autor.

## Leben
Der Sohn eines Kfz-Meisters und einer Textilverkäuferin wuchs in Letmathe auf. 1980 wurde er zur Bundeswehr einbezogen. Seine Ausbildung in der Kampfkunst begann im Alter von 13 Jahren. Der gelernte Bauschlosser besuchte dann Jahre später die Bundesschule der Johanniter in Butzbach zur Umschulung zum Rettungsassistenten.
1973 begann er Taekwondo im Letmather LTV zu trainieren. Im Jahr 1985 führte ihn sein heutiger Meister – Großmeister des Kempo, Benedetto Stumpf – in die Welt der Kampfkünste ein. Am 1. August 1996 bestand Kühnapfel die Prüfung im Kempo Karate. Am 1. Mai 1997 begründete er in Hagen den Nihon Kai Dojo, der am 14. August 2000 mit der Eröffnung der Kampfkunstschule Nihon Kai vergrößert wurde. 2011 wurde diese dann in Nihon Kai Akademie umbenannt.
Kühnapfel arbeitet auch im Bereich Gewaltprävention und Deeskalation. In verschiedenen Institutionen bietet der gelernte Tai-Chi- und Qi-Gong-Lehrer auch Seminare und Kurse an.
Er schreibt Fach- und Sachbücher im Bereich Kampfkunst.

## Erfolge und Tätigkeiten
- Sōke Titel
- Shihan Titel
- Golden medal of close combat (MAA-i)
- Deeskalations- und Gewaltpräventions-Coach
- Präsident der Nihon Kai Martial Arts Organization e.V.
- Bundestrainer für das Kempo der MAA-i
- Leiter der Nihon Kai Schulen
- Technischer Director Special Forces und Aikijitsu der MAA-i
- Lehrer für Tai Chi und Qigong